# 石垣市立石垣第二中学校
石垣市立石垣第二中学校（いしがきしりつ いしがきだいにちゅうがっこう）は、沖縄県石垣市（石垣島）にある市立中学校である。

## 沿革
- 1964年（昭和39年）
  - 1月21日 - 石垣教育区立石垣第二中学校設置認可[2]。
  - 4月28日 - 第1回入学式挙行[2]。
- 1965年（昭和40年）
  - 5月7日 - 校章決定[2]。
  - 7月8日 - 新校舎竣工[2]。
  - 7月20日 - 石垣中学校との分離式、新校舎への移転（移転までは石垣中学校の校舎を使用していた）[2]。
- 1966年（昭和41年）7月4日 - 八重山地区初の淡水水泳プール落成式挙行[2][3]。
- 1967年（昭和42年）3月22日 - 石垣区教育委員会が、石垣第二中学校の校名を登野城中学校に改称することを決議[3]。
- 1972年（昭和47年）5月15日 - 本土復帰に伴い教育区が廃止され、石垣市立石垣第二中学校となる[4]。
- 1973年（昭和48年）4月20日 - 石垣市議会が、石垣第二中学校の校名を登野城中学校に改称することを議決[5]。
- 1975年（昭和50年）6月23日 - 体育館落成式典挙行[2]。
- 1978年（昭和53年）6月27日 - 石垣市教育委員会が、1979年度（昭和54年度）から石垣第二中学校の校名を登野城中学校に改称することを採決[5]。
- 1979年（昭和54年）3月28日 - 石垣市議会において、石垣市学校設置条例中の「登野城中学校」を現状通り石垣第二中学校に改め、1970年（昭和45年）5月15日から遡及適用することを決議。校名問題が決着する[2]。
- 1980年（昭和55年）1月27日 - 校旗、校歌制定記念式典挙行[2]。

## 通学区域
字大川(全)、字登野城(2241、2243、2258、2389を除く)、八島町(全)、字平得1535、1527、字真栄里1111

## 著名な出身者
- BEGIN[8]
- きいやま商店[8]